# Ubaldo Balbi
Ubaldo Balbi (Lugo, 29 gennaio 1938 – Parma, 6 gennaio 2022) è stato un calciatore italiano, di ruolo difensore.

## Carriera
Inizia giovanissimo nella squadra della città natale e poi passa alla Fermana, con cui debutta in Serie D nel 1959, e l'anno successivo passa alla Biellese in Serie C, dove gioca per due anni con complessive 57 presenze.
Nel 1962 viene ceduto al Parma, dove viene soprannominato l'armadio per la prestanza fisica, e disputa due campionati di Serie B per un totale di 50 presenze.